# Lista över hajar i svenska vatten
Listan förtecknar 15 arter av hajar som iakttagits i svenska vatten. Abundansen av dessa hajarter är ännu okänd. 
Den vanligaste hajen i svenska vatten anses vara pigghajen, som sällan blir längre än en meter. Den är en matfisk och arten är hotad p.g.a. hårt fisketryck. 
Då och då förekommer i Skagerack och Kattegatt följande arter:
- Blåhaj, Prionace glauca
- Blåkäxa, Etmopterus spinax
- Brugd, Cetorhinus maximus (hotad art)
- Gråhaj, Galeorhinus galeus (hotad art)
- Nordlig hundhaj,[1] Mustelus asterias
- Havsängel, Squatina squatina (hotad art)
- Håbrand, Lamna nasus, även kallad sillhaj (hotad art)
- Hågäl, Galeus melastomus
- Sexbågig kamtandhaj, Hexanchus griseus[1]
- Håkäring, Somniosus microcephalus
- Rävhaj, Alopias vulpinus (hotad art)
- Pigghaj Squalus acanthias
- Storfläckig rödhaj, Scyliorhinus stellaris
- Småfläckig rödhaj Scyliorhinus canicula
- Årfenshaj, Carcharhinus longimanus (hotad art)

Enstaka gånger kan pigghaj och brugd förirra sig till västra Östersjön. Trekantshajen Oxynotus centrina är ej rapporterad i Skagerrak men i Nordsjön utanför Hanstholm i Danmark. Exemplaret landades i Sverige men är alltså inte rapporterad som förekommande i svenska vatten. 